# Morales (Cauca)
Morales è un comune della Colombia facente parte del dipartimento di Cauca.
Il centro abitato venne fondato da Luis Jerónimo Morales e Juan Manuel Morales nel 1852.